# شبگرد شیطانی
شبگرد شیطانی (نام علمی: Eurostopodus diabolicus) نام یک گونه از سرده شبگرد گوش‌دار است.